# 金井沢碑

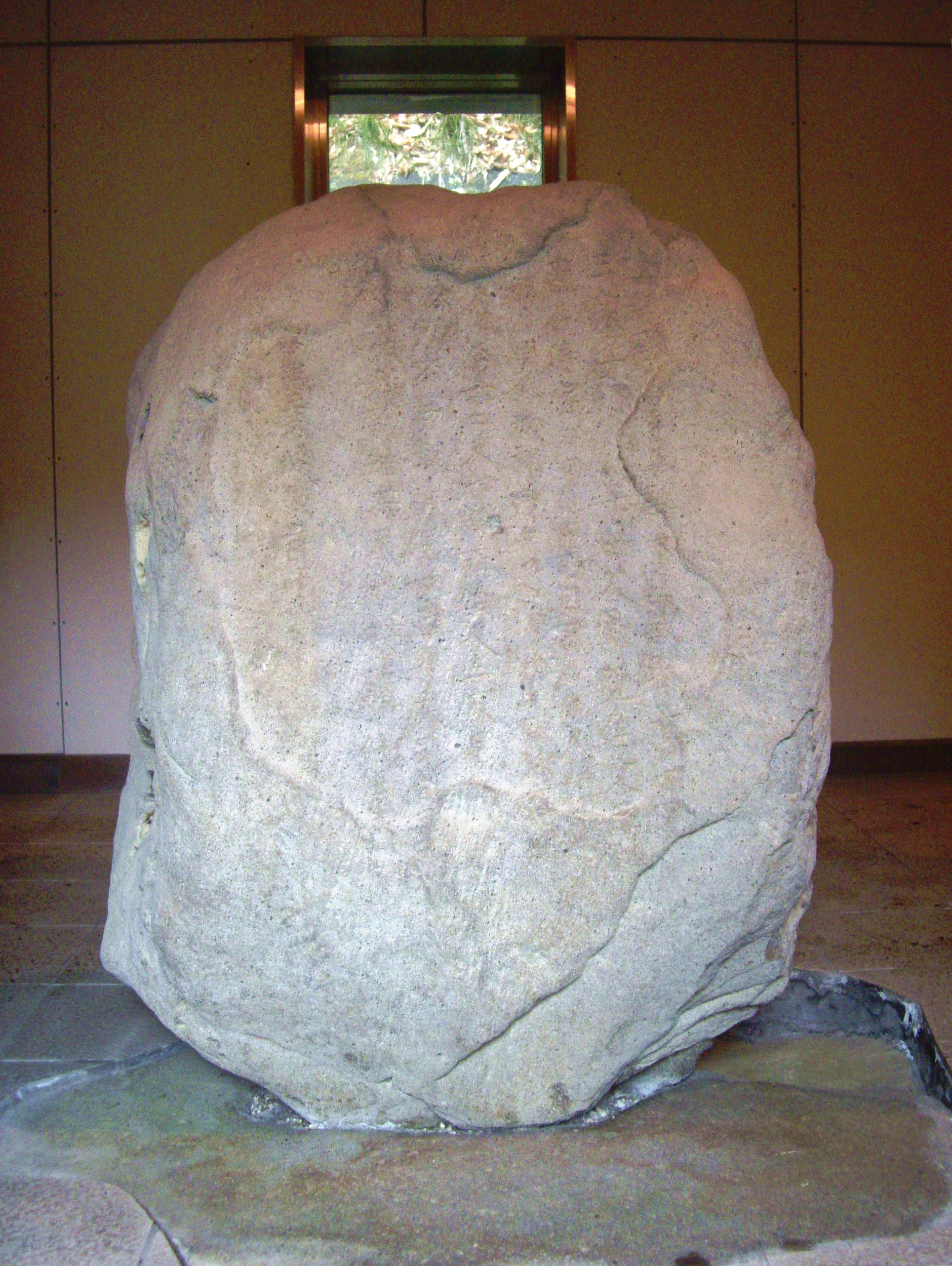
金井沢碑

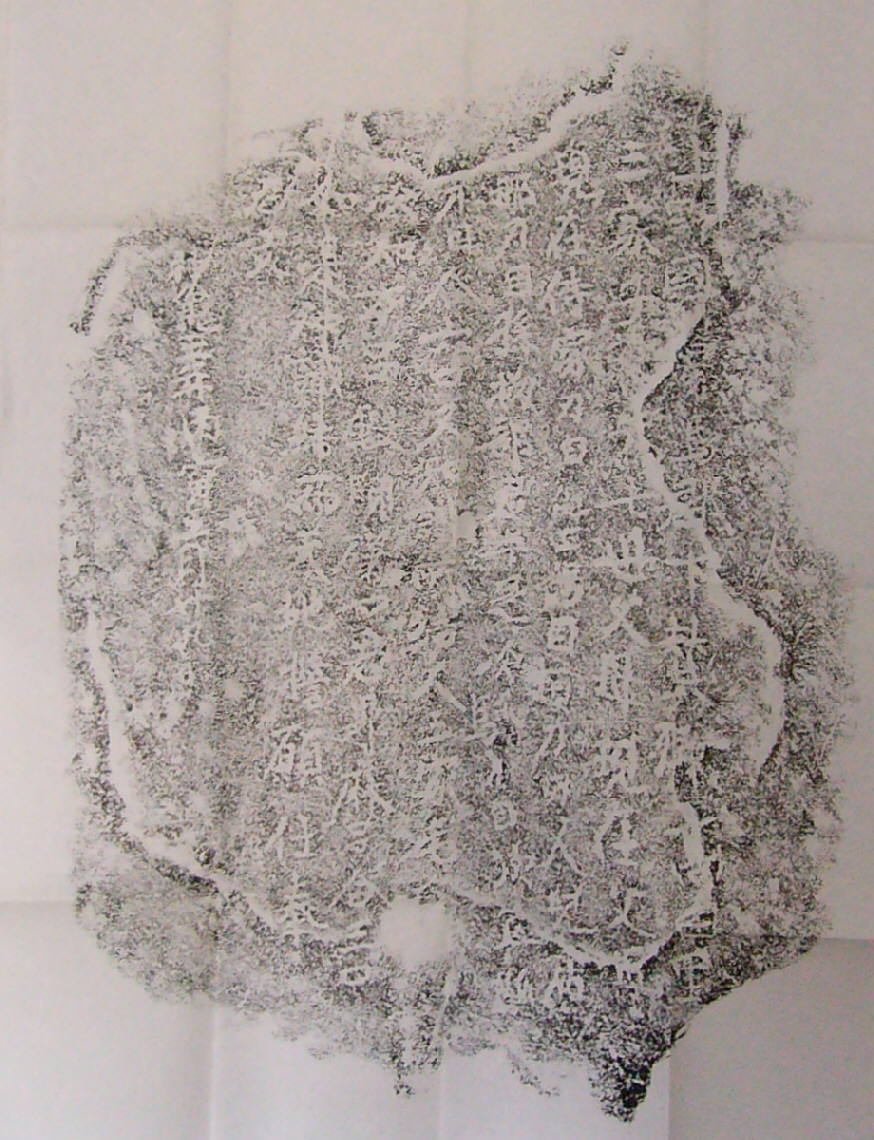
金井沢碑 拓本

金井沢碑（かないざわひ、かないざわのひ）は、群馬県高崎市山名町にある古碑であり、国の特別史跡に指定されている。市内の山ノ上碑・多胡碑とともに「上野三碑」と称され、三碑は国連教育科学文化機関（UNESCO）の「世界の記憶」に登録されている。

## 概要
碑文によれば神亀3年（726年）2月29日の建立。高さ110センチメートル、幅70センチメートル、厚さ65センチメートルの輝石安山岩に9行112文字が刻まれている。字体は楷書体で、丸彫りされている。書体には山ノ上碑同様古い隷書体の特徴が見られる。
天明6年（1786年）の『山吹日記』には近隣から掘り出されたとの記述があり、付近の農家の洗濯板として使用されていたとも、山崩れで発見され八幡宮として祀ったとも伝わる。明治11年（1878年）に群馬県令・楫取素彦によって保護がはかられた。
その内容は、上野国群馬郡下賛（下佐野）郷高田里の三家（ミヤケ、屯倉）の子孫が、七世父母、現在の父母等のために天地に誓願して作る旨が記され、祖先の菩提と父母の安穏を仏に祈願している。ここから、郷里制の施行と奈良時代における民間への仏教信仰の浸透を知ることができる。
金井沢碑に刻まれる「三家」は山ノ上碑に刻まれる「佐野三家」であると考えられてきたが、最近の発掘調査により史料上知られていないミヤケの存在が確実視されているため、「三家」が「佐野三家」とは別のミヤケである可能性もある。
1921年（大正10年）3月3日には国の史跡、1954年（昭和29年）には国の特別史跡に指定された。

## 碑文
金井沢碑の碑文は以下の通り。

### 読み下し
上野国（かみつけぬのくに / こうずけのくに）群馬郡（くるまのこおり）下賛郷（しもさぬのさと）高田里（たかだのこざと）の三家子□が、七世父母と現在父母の為に、現在侍る家刀自の他田君目頬刀自（おさだのきみめづらとじ）、又児の加那刀自（かなとじ）、孫の物部君午足（もののべのきみうまたり）、次に〔馬爪〕刀自（ひづめとじ）、次に若〔馬爪〕刀自（わかひづめとじ）の合せて六口、又知識を結びし所の人、三家毛人（みやけのえみし）、次に知万呂、鍛師（かぬち）の礒部君身麻呂（いそべのきみみまろ）の合せて三口、是の如く知識を結び而して天地に誓願し仕え奉る石文。神亀三年丙寅二月二十九日。

### 現代語訳
上野国群馬郡下賛郷高田里に住む三家子□が（発願して）、祖先および父母の為に、ただいま家刀自（主婦）の立場にある他田君目頬刀自、その子の加那刀自、孫の物部君午足、次の〔馬爪〕刀自、その子の若〔馬爪〕刀自の合わせて六人、また既に仏の教えで結ばれた人たちである三家毛人、次の知万呂、鍛師の礒部君身麻呂の合わせて三人が、このように仏の教えによって（我が家と一族の繁栄を願って）お祈り申し上げる石文である。神亀3年丙寅2月29日。

### 解釈
- 上野国群馬郡下賛郷高田里 - 郡のあとに郷・里とつづく制度は8世紀前半、霊亀から天平にかけての20数年間行われたもので、「郷里制」と呼ばれる[12][13]。「下賛郷」を尾崎喜左雄は「しもさぬのさと」と読むが[14]、東野治之は「しもさののさと」と読んでいる[13]。いずれにせよ山ノ上碑に見える「佐野三家（屯倉）」や下佐野（現在の高崎市下佐野町）と関連を有すると考えられるが、金井沢碑建立場所や現在の下佐野町が下賛郷に含まれるかは検討の余地がある[12]。
- 三家子□ (①) - 「三家子孫」と読む説と欠字とみて「三家子□」という個人名であるとする説がある。
  - 「三家子孫」説 - 旧来の通説。欠字とする新説に対し、現地で碑を実見する機会も多かった江戸時代の木部白満なども「三家子孫」と読んでいることを軽視しているとの再反論もされている[15]。
  - 欠字説 - 勝浦令子による説。「孫」と確実に読むことはできず、他の請願文との比較から「三家子□」は願主にあたる人名であると解した。なお勝浦はもし「孫」という文字であったとしても個人名であると主張している[15]。
- 為七世父母現在父母 - 「七世父母の為め」という文言は7・8世紀の造像銘や写経奥書に頻繁に見られる表現[16]。「現在父母の為め」という表現の例は少ないが、法隆寺献納宝物中の甲寅年銘光背などに見える[17][18]。尾崎喜左雄は「現在父母」を非存命としたが[19]、東野治之は甲寅年銘光背では「現在父母」の「現身安穏」を願っていることから本碑文でも存命とみた[20]。
- 現在侍家刀自 (②) - 「現在家にいる女性」という意味だが、独立した1人の女性を指すとみる旧説と、この後の「他田君頬刀自」が家にいるという意味であるとの勝浦令子による新説がある[21]。
- 他田君頬刀自 (③) - 女性の人名。「他田」と読む説と「池田」と読む説がある。黒板勝美などは「他田」とするが尾崎喜左雄は「池田」としている。池田君であれば上毛野氏の一族となる[22]。
- 加那刀自 (④) 、物部君午足 (⑤) 、〔馬爪〕刀自 (⑥) - 人名。
- 次 - 兄弟姉妹の序列を示す。『上宮記』『海部氏系図』『和気氏系図』、「大宝二年御野国戸籍」などに見える表現[23]。
- 若〔馬爪〕刀自 (⑦) - 人名。従来は「若」ではなく「乙」と読んだが勝浦令子は「若」とした[21]。
- 六口 - 伝統的には② - ⑦を指して6口とみるが、勝浦令子の説では②を1人としてみないので③ - ⑦に①を加えて6口とみる[21]。
- 知識 - 仏教を信仰する集団やその寄進物[24]。
- 三家毛人、知麻呂、鍛師の礒部君身麻呂 - 人名。礒部氏の人物には天平神護2年（766年）5月に物部公を賜姓された甘楽郡の礒部牛麻呂がいる[24]。

### 系譜
以上より復元した系譜には複数の説があり、以下に4例を示す。
- 尾崎喜左雄説[25]
  - 加那刀自の姓は三家のため省略されていること、三家の戸主は三家毛人であること、知麻呂は毛人の弟であることを推定し、以下の系譜とした。なお鍛師礒部君身麻呂の関係は不明としている。

| 現在侍家刀自 |          |            |            |            |            |            |            |                |                |                |                |                |                |                |                |                |                |                |                |  |  |
|              |          |            |            |            |            |            |            |                |                |                |                |                |                |                |                |                |                |                |                |  |  |
|              |          |            |            |            |            |            |            |                |                |                |                |                |                |                |                |                |                |                |                |  |  |
| 三家毛人     | 三家毛人 | 三家毛人   | 三家毛人   | 三家毛人   | 三家毛人   |            |            | 池田君目頬刀自 | 池田君目頬刀自 | 池田君目頬刀自 | 池田君目頬刀自 | 池田君目頬刀自 | 池田君目頬刀自 | 知麻呂         | 知麻呂         | 知麻呂         | 知麻呂         | 知麻呂         | 知麻呂         |  |  |
| 三家毛人     | 三家毛人 | 三家毛人   | 三家毛人   | 三家毛人   | 三家毛人   |            |            | 池田君目頬刀自 | 池田君目頬刀自 | 池田君目頬刀自 | 池田君目頬刀自 | 池田君目頬刀自 | 池田君目頬刀自 | 知麻呂         | 知麻呂         | 知麻呂         | 知麻呂         | 知麻呂         | 知麻呂         |  |  |
|              |          |            |            |            |            |            |            |                |                |                |                |                |                |                |                |                |                |                |                |  |  |
|              |          |            |            | 加那刀自   | 加那刀自   | 加那刀自   | 加那刀自   | 加那刀自       | 加那刀自       |                |                | （物部君）     | （物部君）     | （物部君）     | （物部君）     | （物部君）     | （物部君）     |                |                |  |  |
|              |          |            |            | 加那刀自   | 加那刀自   | 加那刀自   | 加那刀自   | 加那刀自       | 加那刀自       |                |                | （物部君）     | （物部君）     | （物部君）     | （物部君）     | （物部君）     | （物部君）     |                |                |  |  |
|              |          |            |            |            |            |            |            |                |                |                |                |                |                |                |                |                |                |                |                |  |  |
|              |          |            |            |            |            |            |            |                |                |                |                |                |                |                |                |                |                |                |                |  |  |
|              |          | 物部君午足 | 物部君午足 | 物部君午足 | 物部君午足 | 物部君午足 | 物部君午足 | 〔馬爪〕刀自   | 〔馬爪〕刀自   | 〔馬爪〕刀自   | 〔馬爪〕刀自   | 〔馬爪〕刀自   | 〔馬爪〕刀自   | 乙〔馬爪〕刀自 | 乙〔馬爪〕刀自 | 乙〔馬爪〕刀自 | 乙〔馬爪〕刀自 | 乙〔馬爪〕刀自 | 乙〔馬爪〕刀自 |  |  |

- 関口裕子説[26]
  - 現在侍家刀自と池田君目頬刀自の関係をともに三家子孫であること以外不明としている。加那刀自の姓は母と同じ池田君であるために省略されているとみて、姓は父系に従うことを根拠に各人物の父の姓を推定した。なお、物部君午足、〔馬爪〕刀自、乙〔馬爪〕刀自の3人が加那刀自の姉または妹が物部氏の男性との間に産んだ子（池田君目頬刀自の孫、加那刀自の姪）である可能性も否定しない。

| 現在侍家刀自 | 現在侍家刀自 | 現在侍家刀自 | 現在侍家刀自 | 現在侍家刀自 | 現在侍家刀自 |            |            | （三家氏の女性） | （三家氏の女性） | （三家氏の女性） | （三家氏の女性） | （三家氏の女性） | （三家氏の女性） |                |                | （池田君）     | （池田君）     | （池田君）     | （池田君）     | （池田君） | （池田君） |
| 現在侍家刀自 | 現在侍家刀自 | 現在侍家刀自 | 現在侍家刀自 | 現在侍家刀自 | 現在侍家刀自 |            |            | （三家氏の女性） | （三家氏の女性） | （三家氏の女性） | （三家氏の女性） | （三家氏の女性） | （三家氏の女性） |                |                | （池田君）     | （池田君）     | （池田君）     | （池田君）     | （池田君） | （池田君） |
|              |              |              |              |              |              |            |            |                  |                  |                  |                  |                  |                  |                |                |                |                |                |                |            |            |
| （池田君）   | （池田君）   | （池田君）   | （池田君）   | （池田君）   | （池田君）   |            |            |                  |                  |                  |                  | 池田君目頬刀自   | 池田君目頬刀自   | 池田君目頬刀自 | 池田君目頬刀自 | 池田君目頬刀自 | 池田君目頬刀自 |                |                |            |            |
| （池田君）   | （池田君）   | （池田君）   | （池田君）   | （池田君）   | （池田君）   |            |            |                  |                  |                  |                  | 池田君目頬刀自   | 池田君目頬刀自   | 池田君目頬刀自 | 池田君目頬刀自 | 池田君目頬刀自 | 池田君目頬刀自 |                |                |            |            |
|              |              |              |              |              |              |            |            |                  |                  |                  |                  |                  |                  |                |                |                |                |                |                |            |            |
|              |              |              |              | 加那刀自     | 加那刀自     | 加那刀自   | 加那刀自   | 加那刀自         | 加那刀自         |                  |                  | （物部君）       | （物部君）       | （物部君）     | （物部君）     | （物部君）     | （物部君）     |                |                |            |            |
|              |              |              |              | 加那刀自     | 加那刀自     | 加那刀自   | 加那刀自   | 加那刀自         | 加那刀自         |                  |                  | （物部君）       | （物部君）       | （物部君）     | （物部君）     | （物部君）     | （物部君）     |                |                |            |            |
|              |              |              |              |              |              |            |            |                  |                  |                  |                  |                  |                  |                |                |                |                |                |                |            |            |
|              |              |              |              |              |              |            |            |                  |                  |                  |                  |                  |                  |                |                |                |                |                |                |            |            |
|              |              | 物部君午足   | 物部君午足   | 物部君午足   | 物部君午足   | 物部君午足 | 物部君午足 | 〔馬爪〕刀自     | 〔馬爪〕刀自     | 〔馬爪〕刀自     | 〔馬爪〕刀自     | 〔馬爪〕刀自     | 〔馬爪〕刀自     | 乙〔馬爪〕刀自 | 乙〔馬爪〕刀自 | 乙〔馬爪〕刀自 | 乙〔馬爪〕刀自 | 乙〔馬爪〕刀自 | 乙〔馬爪〕刀自 |            |            |

- 東野治之説[27]
  - 「現在父母」が存命であるとみて、幼児ではない物部君午足、〔馬爪〕刀自、乙〔馬爪〕刀自は現在父母の孫世代にあたるとした。そのため加那刀自に「又児」とあるのを、「現在侍家刀自、他田君目頬刀自と同じく現在父母の子」、物部君午足に「孫」とあるのを「現在父母の孫」と解釈した。

| 現在母       | 現在母       | 現在母       | 現在母       | 現在母       | 現在母       |            |            | 現在父     | 現在父     | 現在父       | 現在父       | 現在父       | 現在父       |                |                |                |                |                |                |                |                |          |          |          |          |
| 現在母       | 現在母       | 現在母       | 現在母       | 現在母       | 現在母       |            |            | 現在父     | 現在父     | 現在父       | 現在父       | 現在父       | 現在父       |                |                |                |                |                |                |                |                |          |          |          |          |
|              |              |              |              |              |              |            |            |            |            |              |              |              |              |                |                |                |                |                |                |                |                |          |          |          |          |
|              |              |              |              |              |              |            |            |            |            |              |              |              |              |                |                |                |                |                |                |                |                |          |          |          |          |
| 現在侍家刀自 | 現在侍家刀自 | 現在侍家刀自 | 現在侍家刀自 | 現在侍家刀自 | 現在侍家刀自 |            |            | （物部君） | （物部君） | （物部君）   | （物部君）   | （物部君）   | （物部君）   | 他田君目頬刀自 | 他田君目頬刀自 | 他田君目頬刀自 | 他田君目頬刀自 | 他田君目頬刀自 | 他田君目頬刀自 | 加那刀自       | 加那刀自       | 加那刀自 | 加那刀自 | 加那刀自 | 加那刀自 |
| 現在侍家刀自 | 現在侍家刀自 | 現在侍家刀自 | 現在侍家刀自 | 現在侍家刀自 | 現在侍家刀自 |            |            | （物部君） | （物部君） | （物部君）   | （物部君）   | （物部君）   | （物部君）   | 他田君目頬刀自 | 他田君目頬刀自 | 他田君目頬刀自 | 他田君目頬刀自 | 他田君目頬刀自 | 他田君目頬刀自 | 加那刀自       | 加那刀自       | 加那刀自 | 加那刀自 | 加那刀自 | 加那刀自 |
|              |              |              |              |              |              |            |            |            |            |              |              |              |              |                |                |                |                |                |                |                |                |          |          |          |          |
|              |              |              |              |              |              |            |            |            |            |              |              |              |              |                |                |                |                |                |                |                |                |          |          |          |          |
|              |              |              |              | 物部君午足   | 物部君午足   | 物部君午足 | 物部君午足 | 物部君午足 | 物部君午足 | 〔馬爪〕刀自 | 〔馬爪〕刀自 | 〔馬爪〕刀自 | 〔馬爪〕刀自 | 〔馬爪〕刀自   | 〔馬爪〕刀自   | 乙〔馬爪〕刀自 | 乙〔馬爪〕刀自 | 乙〔馬爪〕刀自 | 乙〔馬爪〕刀自 | 乙〔馬爪〕刀自 | 乙〔馬爪〕刀自 |          |          |          |          |

- 勝浦令子説
  - 上掲3説との最大の違いは、「三家子□」を男性の人名と捉え、「現在侍家刀自」を独立した1人としなかったことである。「三家子□」を願主として想定したことで、「児」「孫」を願主から見た係累と理解することができ、前半六口の人物グループと「三家」との関係が明瞭になった[28]。

| 三家子□ | 三家子□ | 三家子□    | 三家子□    | 三家子□          | 三家子□          |                  |                  | 他田君目頬刀自         | 他田君目頬刀自         | 他田君目頬刀自         | 他田君目頬刀自         | 他田君目頬刀自         | 他田君目頬刀自         |                          |                          |                          |                          |                          |                          |  |  |
| 三家子□ | 三家子□ | 三家子□    | 三家子□    | 三家子□          | 三家子□          |                  |                  | 他田君目頬刀自         | 他田君目頬刀自         | 他田君目頬刀自         | 他田君目頬刀自         | 他田君目頬刀自         | 他田君目頬刀自         |                          |                          |                          |                          |                          |                          |  |  |
|         |         |            |            |                  |                  |                  |                  |                        |                        |                        |                        |                        |                        |                          |                          |                          |                          |                          |                          |  |  |
|         |         |            |            | （三家）加那刀自 | （三家）加那刀自 | （三家）加那刀自 | （三家）加那刀自 | （三家）加那刀自       | （三家）加那刀自       |                        |                        | （物部君）             | （物部君）             | （物部君）               | （物部君）               | （物部君）               | （物部君）               |                          |                          |  |  |
|         |         |            |            | （三家）加那刀自 | （三家）加那刀自 | （三家）加那刀自 | （三家）加那刀自 | （三家）加那刀自       | （三家）加那刀自       |                        |                        | （物部君）             | （物部君）             | （物部君）               | （物部君）               | （物部君）               | （物部君）               |                          |                          |  |  |
|         |         |            |            |                  |                  |                  |                  |                        |                        |                        |                        |                        |                        |                          |                          |                          |                          |                          |                          |  |  |
|         |         |            |            |                  |                  |                  |                  |                        |                        |                        |                        |                        |                        |                          |                          |                          |                          |                          |                          |  |  |
|         |         | 物部君午足 | 物部君午足 | 物部君午足       | 物部君午足       | 物部君午足       | 物部君午足       | （物部君）〔馬爪〕刀自 | （物部君）〔馬爪〕刀自 | （物部君）〔馬爪〕刀自 | （物部君）〔馬爪〕刀自 | （物部君）〔馬爪〕刀自 | （物部君）〔馬爪〕刀自 | （物部君）若〔馬爪〕刀自 | （物部君）若〔馬爪〕刀自 | （物部君）若〔馬爪〕刀自 | （物部君）若〔馬爪〕刀自 | （物部君）若〔馬爪〕刀自 | （物部君）若〔馬爪〕刀自 |  |  |

## 考証
三家子□は群馬郡下賛郷高田里に、三家毛人や三家知麻呂は片岡郡に居住し、前者が嫡流であったと考えられる。そして、三家子□は漆山古墳の被葬者の末裔で、毛人と知麻呂は山名伊勢塚古墳の被葬者の末裔であるとする説がある。
若狭徹は、三家氏と地縁・血縁・仏教信仰によって結縁した氏族連合体は、物部君氏・他田君氏・礒部君氏といった伴造系氏族が占めているため、三家氏も元は物部系などの伴造氏族であり、かつて佐野屯倉・緑野屯倉の経営に関与した中型前方後円墳被葬者クラスの末裔であった可能性を指摘している。
また、金井沢碑の所在地は三家子□が居住した群馬郡ではなく、多胡郡山部郷の丘陵地であることから、立碑者は烏川対岸の群馬郡下賛郷に住みつつも、金井沢碑があった多胡郡山部郷近辺を顕彰地として認識しており、烏川を挟んで東西に三家氏の勢力圏が広がっていることから、佐野屯倉は群馬郡と片岡郡（多胡郡に跨って存在していたと考えられる。
そして、三家氏は、佐野屯倉を経営したことに囚む名乗りと考えられ、碑型式の継承や碑の立地から、山上碑を建てた長利の後裔とする説があり、その場合は、8世紀になってなお屯倉の管掌者であった氏族ブランドを誇示していた守旧的な性格を有した一族であったことになる。
山ノ上碑には、佐野屯倉の初代管理者の健守命、「孫」の黒売刀自、その子の長利僧の直系系譜が記載されている。「孫」は「子孫」とする義江明子の説が有力であることから、健守命は長利僧を含めると祖父・孫よりも年代の広い関係に位置づくことになる。黒売刀自の供養（死亡）を 681年頃、子の長利僧がその頃50歳と仮定して、5代遡上すると、健守命（佐野屯倉初代管理者）の活動時期は6世紀後半となり、欽明天皇の時代と重なる。
屯倉設置者として「命」の尊称を冠して「始祖王」に位置づけられた健守命の墓は、6世紀において地域最上位の墳形であった前方後円墳であったとみなすのが自然であり、佐野屯倉が存在した領域（群馬郡・片岡郡（多胡郡））における前方後円墳は、烏川東岸では漆山古墳、烏川西岸では山名伊勢塚古墳が存在する。漆山古墳と山名伊勢塚古墳は、墳丘の規模（60〜70m級）、烏川西岸に産する館凝灰岩の切石を用いた精美な横穴式石室が採用され、玄室には凝灰岩切石を用い、羨道部には自然石（円礫）を用いている点が共通しており、「兄弟墳」と判断できる。
漆山古墳がある烏川東岸の広大な平野は、4世紀後半の古墳であり東日本最大級の古墳である浅間山古墳が存在していることからもわかるように、古墳時代前期からの伝統的農業地帯であった。しかし、5世紀末から6世紀前半に2回発生した榛名山噴火の大規模な洪水被害の影響で、一度広域用水網が破綻した可能性が考えられる。漆山古墳の被葬者は、屯倉設置にともなって獲得された新しい治水技術の投入によって用水系と水田復興を推進したと考えられる。また、そうした技術や人的資源を誘引するために、進んで中央と関係を深めた可能性もある。一方、山名伊勢塚古墳の被葬者は、5世紀までほとんど手付かずであった烏川西岸の丘陵部を新たに開発したと考えられる。
健守命は、佐野屯倉の設置と運営に寄与した漆山古墳・山名伊勢塚古墳被葬者の世代を英雄視し、神格化したものであり、後の三家氏の始祖王にほかならなかった。このため「命」の称号が冠されたと推定される。
国造や屯倉が廃止されていく乙巳の変以降の政治体制において、新たに中央との結びつきを形成するのは「評造（郡領）」への登用であった。このため、豪族たちの間で「屯倉を与ってきた」という事績の強調が行われたことが、大化元年（645年）8月の「東国国司発遣詔」に見える。こうした観点から見ると、金井沢碑や山ノ上碑の建立契機として碑面に明示された「祖先供養」の側面が強調されてきたが、その背後には評造への任官をめぐる地域内での相克が強く存在したことを推定することができる。佐野屯倉・緑野屯倉一帯においては、孝徳朝以降に車評・片岡評・碓氷評・甘楽評・緑野評が成立したとみられる。このとき、緑野屯倉は緑野評に移行したが，佐野屯倉は佐野評となることなく、車評（後の群馬郡）と片岡評に分割されたことになる。白石太一郎は、国造の領域の中には複数の優勢な古墳群があり、それぞれが分置された評のエリアと整合するとしており、7世紀中〜後半には上毛野国においても立評が行われ、有力者が評造に着任した。しかし佐野屯倉が評になることはなく、烏川を挟んだ東西2評（郡）に分割された。これは、健守命の後裔が車評・片岡評の評造となった勢力に政治的に敗北したことを示している。その評造への任官の政治的アピールの過程において企画されたのが「佐野三家」の末裔であることを刻んだ山ノ上碑であり、「この屯倉を与ってきた」という家柄の強調であったと考えられる。そして、佐野屯倉の管理者の末裔は、和銅4年（711年）の新郡（多胡郡）建郡においても、多胡郡の有力者であった「羊」に政治的に敗北した。ここでも佐野郡の建郡はならなかったのであり、羊による多胡碑の立碑は、建碑者の文化的背景（新羅系渡来人）をもって、山ノ上碑とは異なる蓋首碑（笠石を持つ型式で、新羅王碑の型式に倣ったとされる）+楷書体の型式を整えて、山ノ上碑に対抗し、多胡郡の正当性を誇示したものといえる。前方後円墳が不鮮明であった甘楽東部地域を核とした多胡郡の成立は、前方後円墳を築造してきた伝統勢力ではなく、国家形成に有用な新しい経済力や技術力をもった地域集団を必要とした社会情勢をよく示している。